# 포르투갈 기타

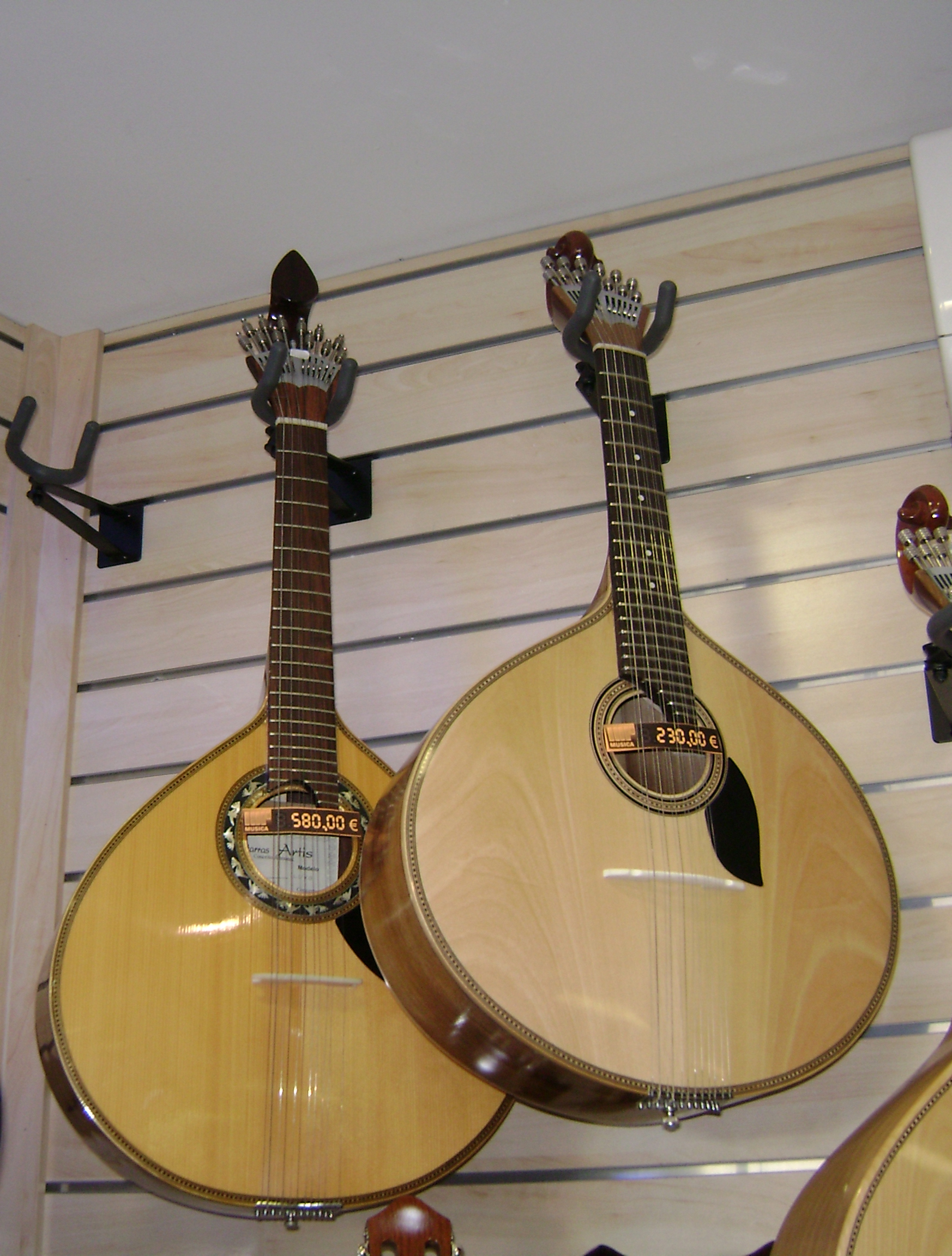
왼쪽: 코임브라 기타, 오른쪽: 리스보아 기타

포르투갈 기타(Portuguese guitar)는 12개의 강철 현을 가진 뽑힌 현악기로, 2개의 현으로 이루어진 6개의 코스로 구성되어 있다. 그것은 여전히 시계키나 프레스턴 튜너를 사용하는 몇 안 되는 악기 중 하나이다. 그것은 상징적으로 파두라고 알려진 음악 장르와 연관되어 있으며, 현재 포르투갈의 모든 것의 아이콘이 되고 있다.

## 역사

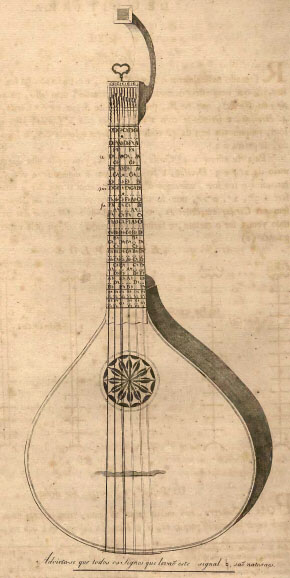
포르투갈 기타

현재 알려진 포르투갈 기타는 지난 세기에 상당한 기술적 수정을 거쳤지만(차원, 기계적인 튜닝 시스템 등) 이러한 유형의 악기에서 동일한 수의 강좌, 현악기 튜닝 및 핑거 테크닉 특성을 유지했다.
13세기 이후 포르투갈에서 사용된 중세 성곽의 후손으로, 트루바도르와 음유시인, 르네상스 시대에는 궁중 귀족으로 제한되었다. 후에 그것은 인기를 얻었고, 특히 17세기와 18세기에 극장, 선술집, 이발소에서 공연되고 있는 시턴에 대한 언급이 발견되었다.
1582년 필리프 드 카브렐은 리스본을 방문하여 리스본의 풍습을 설명하였다. 그는 시턴과 기타 악기에 대한 포르투갈 사람들의 사랑을 언급하였다. 1649년에 포르투갈 국왕 주앙 4세의 왕립 음악 도서관의 카탈로그가 출판되었는데, 16세기와 17세기의 외국 작곡가들로부터 가장 잘 알려진 시턴 음악 서적이 수록되어 있는데, 이 서적들의 복잡성과 기술적인 어려움은 포르투갈에 매우 숙련된 연주자들이 있었다고 믿게 한다.

## 모델
포르투갈 기타의 두 가지 뚜렷한 모델인 리스보아와 코임브라 모델이 있다.
두 모델 간의 차이는 스케일 길이(리스보아 기타의 경우 445mm, 코임브라 기타의 경우 470mm), 차체 치수 및 기타 세부 구성 요소이다. 전반적으로 코임브라 모델은 리스보아 모델보다 구조가 단순하다. 시각적으로나 가장 뚜렷하게 볼 수 있는 리스보아 모델은 코임브라의 눈물방울 모양(라그리마) 모티브 대신 큰 사운드보드와 주로 튜닝머신을 장식하는 스크롤 장식(카라코아 - 달팽이)으로 코임브라 모델과 쉽게 차별화된다. 리스보아 기타는 보통 더 좁은 목 프로필도 사용한다. 두 모델 모두 음색이 매우 뚜렷하며, 리스보아 모델은 더 밝고 공명적인 소리를 가지고 있으며, 두 모델 사이의 선택은 각 플레이어의 선호도에 달려 있다.
1905년 초에는 포르투갈 기타(기타리오, 복수형은 기타루즈라고 불림)를 제작하고 있었는데, 이는 매우 적은 숫자와 제한된 성공으로 보였다. 최근, 유명한 루시어 길베르토 그라시오는 기타 레오를 만들었고, 그는 대신 기타리오라는 이름을 붙였다.이 악기는 일반 포르투갈 기타보다 낮은 쪽과 높은 쪽에 더 넓은 팀브릭 범위를 가능하게 한다.

## 표기법
포르투갈 기타는 포르투갈 기타 타블로그, 악보, 또는 둘의 조합을 읽을 수 있다. 데딜호 기법은 집게손가락의 다운 스트로크 또는 업 스트로크에 해당하는 여러 노트에 위쪽 및 아래쪽 화살표로 표시된다. "i"는 집게손가락 또는 지시자로 뇌졸중을 나타내는 데 사용되며, "p"는 엄지손가락 또는 폴레카로 사용된다. 가운데 손가락은 거의 사용되지 않지만 메디오의 경우 "m"로 표기된다.
악보로 쓰인 많은 가상의 코임브라 곡들을 발견할 수 있는 반면, 파두는 일반적으로 즉흥적이고 훌륭한 기타리스트가 연주하기 위해 음악이 필요하지 않다. 각각의 특정한 파두에 대한 코드 진행은 좋은 기타리스트에 의해 이해되어야 한다. 이 기술은 전통적으로 앙상블에서 더 발전된 기타리스트와 함께 연주되는 젊은 선수들에 의해 습득되어 왔지만, 최초의 파두 학교가 공식적으로 서면 버전과 함께 즉흥적인 스타일을 가르치기 위해 설립된 것은 2000년대 초였다.